# Humgebê

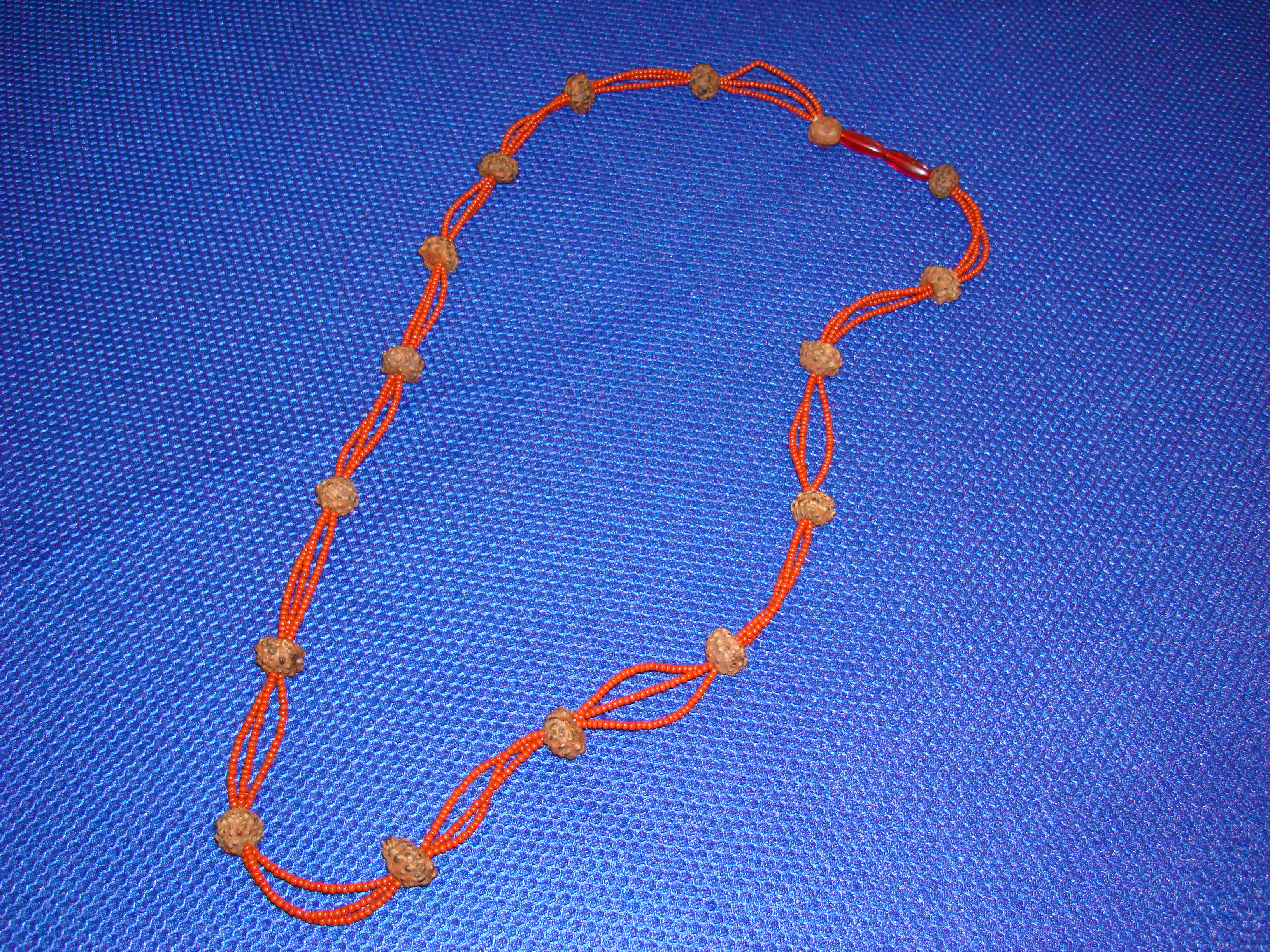
Rumgebe de Savalu, no Benim

Entre os fons do Benim, existe o hunjevé, que é um colar de miçangas vermelhas normalmente de 12 fios, usado pelos vodunce dos "voduns vermelhos", ou hunvé, tais como Quevioço, Dã e Loco em certas regiões, e henuvodum como Agassu, Ajautó, Bosikpon, Sava, Ohwee, Kpentinkon e outros.
No Brasil pode ser chamado de hunjevé, humjébe ou humjebê, é composto de um único fio de miçangas na cor de ferrugem (entre o vermelho e marrom) intercaladas com contas de coral. 
É entregue ao vodunce (rodante, que entra em transe) do candomblé Jeje na obrigação de sete anos "odu ejé" quando ele passa a ser um sacerdote na entrega do oiê. Somente os vodunces tem o direito de usá-lo, Em determinadas casas é vetado o uso para ogãs e equedes.